# 白浜さち
白浜 さち（しらはま さち、1996年11月25日 - ）は、日本のグラビアアイドル 。
大阪府出身。株式会社アライブエンタテインメント大阪事務所所属。

## 略歴・人物
キャッチコピーは色白を極めた 『なにわのホワイトダイヤモンド』。
趣味はサウナ（特に高温サウナ）、健康生活。
趣味が高じてサウナ・スパ健康アドバイザーの資格を取得している。
特技は自作品でどんな役柄も演じられる事、即興で泣けること。
SUPER DOME千本中立売店 2020年度イメージガール。
2022年11月からARROW京田辺店6代目イメージガールを務める。

## 出演

### テレビ
- ABC朝日放送テレビ「石田純一のシネマに乾杯～Cheers! Looking at you, kid.～」
- MBS「オールザッツ漫才2020」
- 奈良テレビ「いい福見つけ旅」第243回[4]
- 関西テレビ「デスゲームで待ってる」第２話[5]
- 奈良テレビ「いい福見つけ旅」第250回[6]
- 奈良テレビ「いい福見つけ旅」第251回[7]
- 奈良テレビ「いい福見つけ旅」第252回[8]
- 奈良テレビ「いい福見つけ旅」第254回[9]
- 奈良テレビ「いい福見つけ旅」第255回[10]
- 奈良テレビ「いい福見つけ旅」第260回[11]

### ラジオ
- 「MAGI’s Town Now」（渋谷クロスFM、2024年11月18日）[12][13]

### CM
- 「ベストディライトグループ　女子会編」（サンテレビ、KBS京都）
- 「関西サイクルスポーツセンター」[14]（2024年7月17日－）

### 配信
- 第一興商グラカラ（2020年9月～）
- カラオケDAM「馬と鹿」
- WHITE LINE PV【メルセデス・ベンツ CLS　シューティングブレーク／RAPTAR PAINT BLACK　オールペン】[15]
- 『私、サレ妻ですらなかったんや。』[16]（BUMPドラマ、2024年8月14日）

## 作品

### イメージDVD
- ぼくの彼女は同級生（2020年6月26日、スパイスビジュアル）[17]
- 妄想百景（2020年9月25日、スパイスビジュアル）[18][19]
- 白肌もち（2022年10月21日、竹書房）[20][21]
- 僥倖（2023年3月20日、ラインコミュニケーションズ）[22][23]
- 白浜さちvs仮想エロス（2023年6月27日、エアーコントロール）[24][25]
- 甘美な吐息（2024年1月26日、竹書房）[26][27]
- ホワイトレイン（2024年11月26日、エアーコントロール）[28][29]
- 夢で逢えたら…（2025年2月26日、スパイスビジュアル）[30][31]

### VR
- apartment Days!Guest239白浜さちsideA（2023年1月6日）[32]
- apartment Days!Guest239白浜さちsideB（2023年2月3日）[33]
- Precious Dress Show 22 白浜さち（2023年7月7日）[34]
- バーチャルダイブ　女神の誘惑術　白浜さち（2023年8月11日）[35]

### 写真集
- LaniKai（2023年8月25日、プレステージ出版[36]）
- 「サウナーさち」 [興奮熱波編] 白浜さち1（2024年10月4日、小学館[37]）
- 「サウナーさち」 [興奮熱波編] 白浜さち2（2024年10月4日、小学館[38]）
- 「サウナーさち」 [興奮熱波編] 白浜さち3（2024年10月4日、小学館[39]）
- 「サウナーさち」 [興奮熱波編] 白浜さち4（2024年10月4日、小学館[40]）
- 「サウナーさち」 [興奮熱波編] 白浜さちDX（2024年10月4日、小学館[41]）
- 「サウナーさち」 [官能クール編] 白浜さち1（2024年10月4日、小学館[42]）
- 「サウナーさち」 [官能クール編] 白浜さち2（2024年10月4日、小学館[43]）
- 「サウナーさち」 [官能クール編] 白浜さち3（2024年10月4日、小学館[44]）
- 「サウナーさち」 [官能クール編] 白浜さちDX（2024年10月4日、小学館[45]）